# العلاقات البولندية السيشلية
العلاقات البولندية السيشلية هي العلاقات الثنائية التي تجمع بين بولندا وسيشل.

## مقارنة بين البلدين
هذه مقارنة عامة ومرجعية للدولتين:
| وجه المقارنة                                              | بولندا                                                                             | سيشل                                                |
| --------------------------------------------------------- | ---------------------------------------------------------------------------------- | --------------------------------------------------- |
| المساحة (كم2)                                             | 312.68 ألف                                                                         | 459                                                 |
| عدد السكان (نسمة)                                         | 38.43 مليون                                                                        | 95.84 ألف                                           |
| الكثافة السكانية (ن./كم²)                                 | 122.91                                                                             | 20.88 ألف                                           |
| العاصمة                                                   | وارسو                                                                              | فيكتوريا                                            |
| اللغة الرسمية                                             | اللغة البولندية                                                                    | لغة فرنسية، لغة إنجليزية، اللغة الكريولية السيشيلية |
| العملة                                                    | زلوتي بولندي                                                                       | روبية سيشلية                                        |
| الناتج المحلي الإجمالي (بليون دولار)                      | 524.51 مليار                                                                       | 1.49 مليار                                          |
| الناتج المحلي الإجمالي (تعادل القوة الشرائية) بليون دولار | 1.02 تريليون                                                                       | 2.54 مليار                                          |
| الناتج المحلي الإجمالي الاسمي للفرد دولار أمريكي          | 12.55 ألف                                                                          | 15.48 ألف                                           |
| الناتج المحلي الإجمالي للفرد دولار أمريكي                 | 26.14 ألف                                                                          | 26.42 ألف                                           |
| مؤشر التنمية البشرية                                      | 0.843                                                                              | 0.772                                               |
| رمز المكالمات الدولي                                      | +48                                                                                | +248                                                |
| رمز الإنترنت                                              | .pl                                                                                | .sc                                                 |
| المنطقة الزمنية                                           | توقيت وسط أوروبا، ت ع م+01:00، ت ع م+02:00، أوروبا/وارسو ‏، توقيت وسط أوروبا الصيفي | ت ع م+04:00                                         |

## منظمات دولية مشتركة
يشترك البلدان في عضوية مجموعة من المنظمات الدولية، منها:
| علم المنظمة | اسم المنظمة                        | تاريخ انضمام بولندا | تاريخ انضمام سيشل |
| ----------- | ---------------------------------- | ------------------- | ----------------- |
|             | يونسكو                             | 6 نوفمبر 1946       | 18 أكتوبر 1976    |
|             | وكالة ضمان الاستثمار متعدد الأطراف | 29 يونيو 1990       | 15 سبتمبر 1992    |
|             | الأمم المتحدة                      | 24 أكتوبر 1945      | 21 سبتمبر 1976    |
|             | الفريق المعني برصد الأرض           | ?                   | ?                 |
|             | الاتحاد البريدي العالمي            | 1 مايو 1919         | ?                 |
|             | البنك الدولي للإنشاء والتعمير      | 27 يونيو 1986       | 29 سبتمبر 1980    |
|             | الاتحاد الدولي للاتصالات           | 1921                | 17 سبتمبر 1999    |
|             | منظمة حظر الأسلحة الكيميائية       | ?                   | 29 أبريل 1997     |
|             | مؤسسة التمويل الدولية              | 29 ديسمبر 1987      | 11 يونيو 1981     |
|             | منظمة الشرطة الجنائية الدولية      | ?                   | 1 سبتمبر 1977     |

## وصلات خارجية
- موقع وزارة الخارجية البولندية
- موقع وزارة الخارجية السيشلية